# 드라큘라 백작과 그의 뱀파이어 신부
드라큘라 백작과 그의 뱀파이어 신부(The Satanic Rites Of Dracula)는 영국에서 제작된 앨런 깁슨 감독의 1973년 영화이다. 크리스토퍼 리 등이 주연으로 출연하였고 로이 스켁스 등이 제작에 참여하였다.

## 출연

### 주연
- 크리스토퍼 리
- 피터 커싱

### 조연
- 마이클 콜즈
- 윌리엄 프랭클린
- 프레디 존스
- 조안나 럼리
- 리차드 버논
- 바바라 유 링
- 패트릭 바
- 리처드 매튜스
- 록우드 웨스트
- 발레리 반 오스트
- 모리스 오코넬
- 피터 아데어
- 매기 피츠제럴드
- 폴린 피어트
- 피눌알라 오섀넌
- 미아 마틴
- 존 하비
- 마크 주베르
- 폴 웨스턴
- 이안 디와
- 그레이엄 리스

## 제작진
- Ass-PD: 돈 호튼
- 배역: 제임스 리거트